# Snäppor
Snäppor (Scolopacidae) är en familj fåglar inom ordningen vadarfåglar som består av cirka 85 arter.

## Kännetecken
De flesta av arterna livnär sig på små ryggradslösa djur som de pickar upp ur lera eller jord. Arterna har varierande näbblängd, vilket tillåter dem att leva tillsammans i samma habitat utan att direkt konkurrera om födan. Många av de mindre arterna återfinns längs kusten.

## Taxonomi
Taxonomin för snäppor har tidigare varit diskussion. Den klassiska taxonomin placerade familjen i ordningen vadarfåglar (Charadriiformes) medan Sibley, Ahlquist helt tog bort denna ordning och istället placerade familjen i den rejält utökade ordningen storkfåglar Ciconiiformes. Detta har dock reviderats och anses idag inte vara en bra beskrivning av gruppens evolutionära utveckling. Idag urskiljs återigen vadarfåglarna som en egen ordning.
Utöver detta råder det även olika åsikter vilka släkten som ska ingå i vilka underfamiljer och tribi. Enligt den klassiska taxonomin är det vanligt att dela upp familjen i underfamiljerna; Tringinae, roskarlar (Arenariinae), simsnäppor (Phalaropodinae), morkullor (Scolopacinae), beckasiner (Gallinaginae) och Calidrinae. Av dessa underfamiljer är det ofta bara Tringinae som delas upp i tribi och dessa är: spovar (Numeniini), Tringini och Prosoboniini.
DNA-studier har dock visat att denna uppdelning är felaktig. Dels är släktenas inbördes släktskap annorlunda, där exempelvis spovarna varken är varandras närmaste släktingar eller är nära släkt med övriga arter i Tringinae, medan roskarlarna står nära snäpporna i Calidris och simsnäpporna Tringa-vadarna. Dels har vissa släkten visat sig vara parafyletiska, vilket har lett till följande taxonomiska förändringar där framför allt många monotypiska släkten numera inkluderas i andra:
- Gråsnäpporna (Heteroscelus) och willet (Catoptrophorus) förs till Tringa
- Brushane (Philomachus), myrsnäppa (Limicola), skedsnäppa (Eurynorhynchus), prärielöpare (Tryngites) och bränningssnäppa inkluderas alla i Calidris.

Familjen ordnas i släkten och nu levande arter enligt följande, efter AviList:
- Bartramia – piparsnäppa
- Numenius – åtta arter spovar
- Limosa – fyra arter spovar
- Limnodromus – tre arter beckasinsnäppor
- Lymnocryptes – dvärgbeckasin
- Scolopax – åtta arter morkullor
- Coenocorypha – tre arter beckasiner
- Gallinago – 18 arter beckasiner, parafyletiskt gentemot Coenocorypha
- Xenus – tereksnäppa
- Actitis – två arter drillsnäppor
- Phalaropus – tre arter simsnäppor
- Tringa – 13 arter, inklusive Catoptrophorus och Heteroscelus
- Prosobonia – tuamotusnäppa
- Arenaria – två arter roskarlar
- Calidris – 24 arter, inklusive Philomachus, Limicola, Eurynorhynchus och Tryngites

## Kända hybridformer inom familjen
Sentida undersökningar av vadare har visat att hybridisering mellan arter och underarter inte är så ovanlig som man tidigare trott. Här följer en lista på några väl dokumenterade hybridformer.
- Coopersnäppa (Calidris cooperi) (eng:Cooper's Sandpiper) beskrevs första gången 1958 av Baird baserat på ett skinn från en fågel infångat på Long Island, New York i USA i maj 1833. En liknande fågel fångades i Stockton, New South Wales i Australien, i mars 1981. Idag anser man att detta är en hybrid mellan spovsnäppa och spetsstjärtad snäppa (Calidris ferruginea X Calidris acuminata)
- Coxsnäppa (Calidris paramelanotos) (eng:Cox's Sandpiper) observerades första gången 1955 i södra Australien. Coxsnäppa är en hybrid mellan spovsnäppa och tuvsnäppa (Calidris ferruginea X Calidris melanotos).
- Hybrid mellan prärielöpare och vitgumpsnäppa (eller möjligen gulbröstad snäppa) (Tryngites subruficollis X Calidris fuscicollis).
- Hybrid mellan kärrsnäppa och vitgumpsnäppa (Calidris alpina X Calidris fuscicollis).
- Hybrid mellan kärrsnäppa och skärsnäppa (Calidris alpina X Calidris maritima).
- Hybrid mellan drillsnäppa och skogssnäppa (Tringa hypoleucos X Tringa ochropus).
- Hybrid mellan småsnäppa och mosnäppa (Calidris minuta X Calidris temminckii).